# 松田存
松田 存（まつだ たもつ、1934年〈昭和9年〉7月27日 -　2022年〈令和4年〉）は、日本の能楽研究者、二松學舍大学名誉教授。

## 経歴
岡山県出身。1958年(昭和33年)二松學舍大学文学部国文科卒、1970年(昭和45年)同大学院修士課程修了、同大学講師、助教授、教授。2005年定年。

## 著書
- 『世阿弥と能の探究』 新読書社、1972
- 『能の美』 鹿島研究所出版会、1974
- 『能・狂言入門』 文研出版〈文研の芸能鑑賞シリーズ〉、1976
- 『日本文学の展開』 笠間書院 笠間選書、1978
- 『能と古典文学』 公論社、1981
- 『国語国文要義』 興学社、1984
- 『能 現行謡曲解題』 錦正社、1984
- 『和歌と謡曲考』 桜楓社、1987
- 『能・狂言 伝統芸能シリーズ』 ぎょうせい、1990
- 『近代文学と能楽』 朝文社、1991
- 『世子・猿楽能の研究』 新読書社、1991
- 『能楽遊歩道』 かりばね書房、2010
- 『謡曲 (能) 文学論考』 新典社研究叢書、2013
- 『奈良絵本絵巻抄』新典社研究叢書、2015

### 共編著
- 『能楽海外公演史要』西一祥共編、錦正社、1988
- 『日本語表現』共著、専門教育出版、1989
- 『能・謡曲選』西一祥共編、翰林書房、1993
- 『謡曲選』小林保治・石黒吉次郎・齋藤祐一共編、翰林書房〈日本文学コレクション〉、1997